# André De Wolf
André De Wolf, né le 14 juillet 1952 à Ranst, est un ancien coureur cycliste belge, actif de 1973 à 1978 et professionnel de 1976 à 1978.

## Palmarès
- 1974
  - 4e étape du Tour du Limbourg
- 1975
  - Grand Prix d'Affligem
  - 2e du Tour de Düren
  - 2e du Tour de Turquie
  - 3e du Coupe Egide Schoeters